# Mashhad International Airport
De luchthaven Mashhad International Airport bevindt zich bij de stad Mashhad in de provincie Razavi-Khorasan van Iran.
Mashhad Airport handelde in 2009 ruim 5 miljoen passagiers en bij 35.000 ton vracht af. Hiermee komt de luchthaven op de tweede plaats, na Teheran Mehrabad International Airport en voor Teheran Imam Khomeini International Airport. De luchthaven van Mashhad onderhoudt verbindingen met 57 bestemmingen, waaronder 30 steden in Iran en 27 bestemmingen in Centraal Azië, het Midden-Oosten, Europa en Oost Azië.

## Luchtvaartmaatschappijen en bestemmingen
- Aria Air - Teheran-Mehrabad
- Armavia - Yerevan
- Avia Traffic Company - Bishkek
- Bahrain Air - Bahrain
- Caspian Airlines - Teheran-Mehrabad
- Caspian Airlines - Damascus
- Emirates Airlines - Dubai
- Eram Air - Teheran-Mehrabad, Shiraz, Tabriz
- Fars Qeshm Air - Isfahan, Teheran-Mehrabad
- Gulf Air - Bahrain (vanaf 1 juli)
- Iran Air - Gorgan, Teheran-Mehrabad, Birjand
- Iran Air - Bahrain, Beiroet, Dammam, Frankfurt, Jeddah, Kuala Lumpur, Koeweit
- Iran Air Tours - Abadan, Ardabil, Ahvaz, Bandar Abbas, Bushehr, Chabahar, Isfahan, Kermanshah, Khorramabad, Rasht, Sari, Shahrekord, Shiraz, Tabriz, Tehran-Mehrabad, Urmia, Yazd, Zahedan
- Iran Air Tours - Bishkek, Dubai
- Iran Aseman Airlines - Ahvaz, Isfahan, Teheran-Mehrabad, Shiraz, Zahedan
- Iran Aseman Airlines - Dubai, Dushanbe, Kaboel, Koeweit, Mazar-e-Sharif
- Iraqi Airways - Najaf
- Jazeera Airways - Dubai, Koeweit
- Kam Air - Kaboel, Mazar-i-Sharif
- Kish Air - Isfahan, Kish Island, Tabriz, Teheran-Mehrabad
- Kish Air - Damascus
- Mahan Air - Abadan, Ahvaz, Ardabil, Asaluyeh, Bandar Abbas, Isfahan, Kerman, Kish Island, Shiraz, Teheran-Mehrabad, Zabol, Zahedan, Zanjan
- Mahan Air - Bangkok-Suvarnabhumi, Dammam, Damascus, Koeweit, Bahrain
- Qatar Airways - Doha
- Saha Airlines - Teheran-Mehrabad, Isfahan
- Saudi Arabian Airlines - Dammam, Jeddah; Medina (seizoensgebonden)
- Shaheen Air International - Lahore
- Turkish Airlines -  Istanboel-Atatürk
- Zagros Air - Teheran-Mehrabad

Abadan · Ahvaz · Ardabil · Bam · Bandar Abbas · Bandar Lengeh · Birjand · Bojnord · Bushehr · Dasht-e Naz · Dayrestan · Dezful · Doshan Tappeh · Fasa · Gorgan · Hamadan · Hamadan AB · Ilam · Isfahan · Jiroft · Kerman · Khorramabad · Khoy · Kish · Konarak · Lamerd · Larestan · Lavan · Mahshahr · Mashhad · Noshahr · Parsabad · Payam · Persian Gulf · Rafsanjan · Ramsar · Rasht · Sabzevar · Sahand · Sanandaj · Kermanshah · Yazd · Shahrekord · Shiraz · Tabas · Tabriz · Teheran-Imam Khomeini · Teheran-Mehrabad · Urmia · Yasuj · Zabol · Zahedan